# 富士兔子速克達

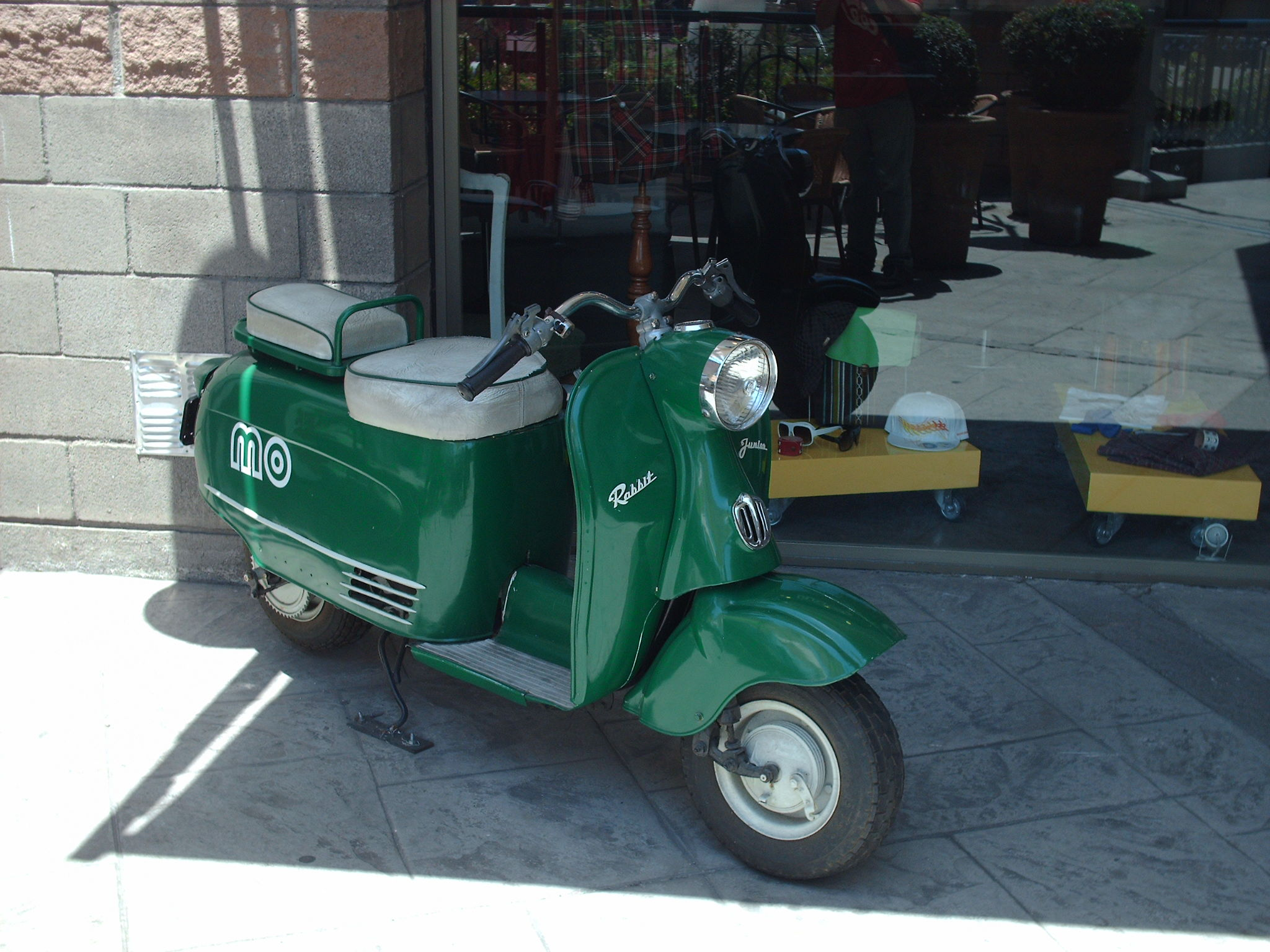
富士兔子速克達

富士兔子速克達（日語：富士ラビットスクーター）乃是1945年第二次世界大戰結束後，原中島飛機改組的「富士產業」（富士重工業前身）所生產販售的速克達。從最初的S-1型到最後的S-301型，共計生產了637,487輛。

## 概要
終戰後翌年，自中島飛機改組的富士產業以美國製的鮑威爾（英語：Powell Manufacturing Company）速克達為藍本，在旗下群馬縣太田市吞龍工廠及東京都三鷹工廠開始研發，並針對當時日本的國民所得和殘破不堪的道路狀況作考量，製造出兼具便宜及耐用的速克達。該公司的速克達產品曾一度外銷到美國等地，後來因汽車在日本日趨普及和本田技研工業的小狼機車超越其銷售，遂於1968年6月29日停產。

## 生產型號一覽

### 試作車
獲得駐日盟軍總司令的製造許可後，由太田吞龍工廠負責開發車體、三鷹工廠製作引擎，並在1946年8月至1947年2月間製造了20輛。太田吞龍工廠製的車輛冠以「兔子（Rabbit）」品牌名稱，三鷹工廠的則冠以「小馬（Pony）」。但是「小馬」這個名字已經被其他對手搶先註冊使用，於是統一使用「兔子」牌。坊間傳言該公司利用銀河轟炸機剩餘的後輪組裝，這是不正確的，因為飛機輪胎是沒有花紋的光面胎。事實上太田吞龍工廠起初開發試作2號車時確實使用剩餘的飛機後輪，但正式量產上市時皆使用藤倉橡膠工業製造、具有花紋的3.50-5外胎。

### 量產車
以下各型號車款按發售年代排序：
- S-1型：這是在1947年2月最初的量產型號，同年12月已經出廠了538部，搭載135c.c.氣冷式四衝程單汽缸引擎，可輸出最大馬力2.0ps / 3,000rpm。由於搭載沉重的電池，難以確保速度和續航距離。
- S-12型：屬於S-1型的改良版，追加了前輪懸吊系統，並曾進貢給日本皇室。
- SP-12型：為外銷美國的版本，並在美軍基地的基地販賣部販售。
- S-2型：1948年9月推出，為了夜間照明問題，增加了磁力發電機及車燈，並搭載135.4c.c.氣冷式四衝程單汽缸F-16型引擎。
- S-22型：1949年至1950年間製造，修正了幾項問題：更換更簡便的吸排氣裝置、調整變速系統、調校引擎性能、增加腳踏式啟動器、改良車燈、前後輪懸吊系統、車體外觀、輕量化等。
- S-23型：1950年至1951年間製造，後輪不但增加緩衝橡膠，並且將後輪往後退、座位往前移以便改善車身配重。車重從75公斤增至84公斤，最高時速從60km/h降為50km/h。
- S-24型：1950年上市，改搭載G-16型引擎。
- S-25型：1950年至1952年間製造，後座中心點位置移向後車軸前方，以符合2人乘車時的法規；此車款搭載145.4c.c.氣冷式四衝程單汽缸H-17型引擎，缸徑與衝程為57mm x 57mm，可輸出2.5ps之最大馬力。
- S-31型：1949年4月推出，搭載270.7c.c.氣冷式直列二缸四衝程SV型引擎，可輸出4.5ps / 3,500rpm，極速可達65km/h。
- ES型：因為同盟國軍事佔領日本後汽油燃料不足，故基於S-22型而發展的電動速克達。可惜因為實用性不高，僅生產了23部。
- S-32型：基於S-31型而發展，將兩具135c.c.氣冷式四衝程單汽缸引擎一體化，使得馬力提升到4.5hp，僅生產了19部。
- S-41型：自此型號起車身放大，引擎排氣量也隨著加大。車架以鋼板熔接而成，改採4.00-8規格的外胎，增加腳踏式啟動器，配置以135.4c.c.氣冷式四衝程單汽缸F-16型引擎擴缸而來的169c.c.氣冷式四衝程單汽缸G-31型引擎，最大馬力3ps。
- S-47型：搭載148c.c.氣冷式四衝程單汽缸H-17型引擎。對照S-41型補強了下述：車架增加強度與剛性、油箱加大、外殼從鋁板改成鋼板、前擋泥板等。
- S-48型：區分成「Ⅰ」至「Ⅳ」等亞型，皆搭載199c.c.氣冷式四衝程引擎，並修正一些問題：調整腳踏式啟動器的齒輪、改變懸吊系統的軸筒材質、增大離合器的接觸面積以改善過熱問題、改善龍頭振動過大等。1954年上市的S-48-Ⅲ型，為歷年來最暢銷的車型。
- S-52型：配置148c.c.氣冷式四衝程引擎、拆裝式龍頭、慣性離合器附行星齒輪、二速腳踏式變速箱等。
- S-53型：修正二速腳踏式變速箱的缺失。
- S-55型：消費者反應車燈照明不足，故從15瓦特改為24瓦特。
- S-61型：1954年上市，增加許多實用配備：
  - 車頭增加擋風板，且油箱恰好位於擋風板內側。
  - 搭載222c.c.的FE-51型引擎，最大馬力6hp。另外S-61D型車款更搭載了具備扭力轉換器的236c.c. FE-52型引擎，馬力可輸出6.5hp。
  - 座椅比舊款S-48型更低30mm，座椅面積加大。
  - 增加吊物掛勾。
  - 引擎腳改用非連動性防震橡膠，減少震動。
  - 後輪鼓煞直徑加大至160mm，提升制動性能。
  - 自Ⅲ亞型起改採無內胎式外胎。
  - 修正腳踏式啟動器的齒輪與芯軸的咬合問題。
- S-71型：改採最初的125c.c.氣冷式二衝程引擎、二段式變速系統及重錘型自動離心離合器、無內胎式外胎、迴旋軸式防震動裝置等。
- S-82型：搭載改良過的TK-11型引擎，包括汽缸口形狀、正時系統、汽缸頭形狀、排氣管等，以提升馬力輸出；共分成S-82S、S-82K等亞型。
- S-401A型：以S-82型為基礎，採148c.c.氣冷式四衝程引擎，最大馬力7.1hp；此車款外銷至美國。
- S-85G型：以S-401A型為基礎，亦銷往美國，但改採三段式常時嚙合式變速箱。
- T-75型：將S-61型後方加了一個載貨用拖車。
- S-101型：改良許多地方：
  - 配置排氣量246c.c.、具備扭力轉換器的引擎，最大馬力7.0hp。
  - 車頭與擋風板一體化。
  - 前後輪懸吊系統改採油壓式減震筒。
  - 電動啟動器。
  - 腳踏式調光開關。
  - 前輪具有駐車煞車裝置，以利在坡道上停車。
- S-201型：搭載87c.c.氣冷式二衝程單汽缸引擎，可分成S-201A（日本市場）、S-201G（外銷版本）、S-201B（附電動啟動器）、S-201C（三段式變速系統）等亞型。
- S-202型：搭載89c.c.氣冷式二衝程單汽缸引擎，可輸出5.5hp的馬力。區分成S-202A（附電動啟動器）、S-202A2（後視鏡改成方形）、S-202AE（配備腳踩式啟動器的低價車款）、S-202A3（具有前進氣壩）、S-202AE3（牛奶運送專用車）等亞型。
- S-601型：搭載200c.c.氣冷式二衝程單汽缸引擎，最大馬力達11ps / 5,500rpm；另有空氣彈簧、油槽式鏈條盒、扭力轉換器等配備。
- S-102型：車迷通稱為「猩紅色（日語：スカーレット）」，車體外殼材質為硬質聚乙烯，搭載50c.c.引擎，輪胎規格為3.00-10。
- S-301A型：配置125c.c.氣冷式二衝程單汽缸引擎，搭配手動三段變速系統，使得爬坡與加速能力都提升。
- S-402A型：以S-301型為藍本，但配置142c.c.引擎的外銷版本。
- S-301AT型：以發泡橡膠製成、前後一體的座椅，並可選購旅行用側袋。
- S-402AT型：以S-301AT型為藍本，但配置142c.c.引擎的外銷版本。
- S-211A型：配備90c.c.二衝程單汽缸引擎，因具有圓盤轉動閥（日語：ディスクロータリーバルブ），扭力特高。此外，採獨立車體設計，座椅下具有更大的置物空間。

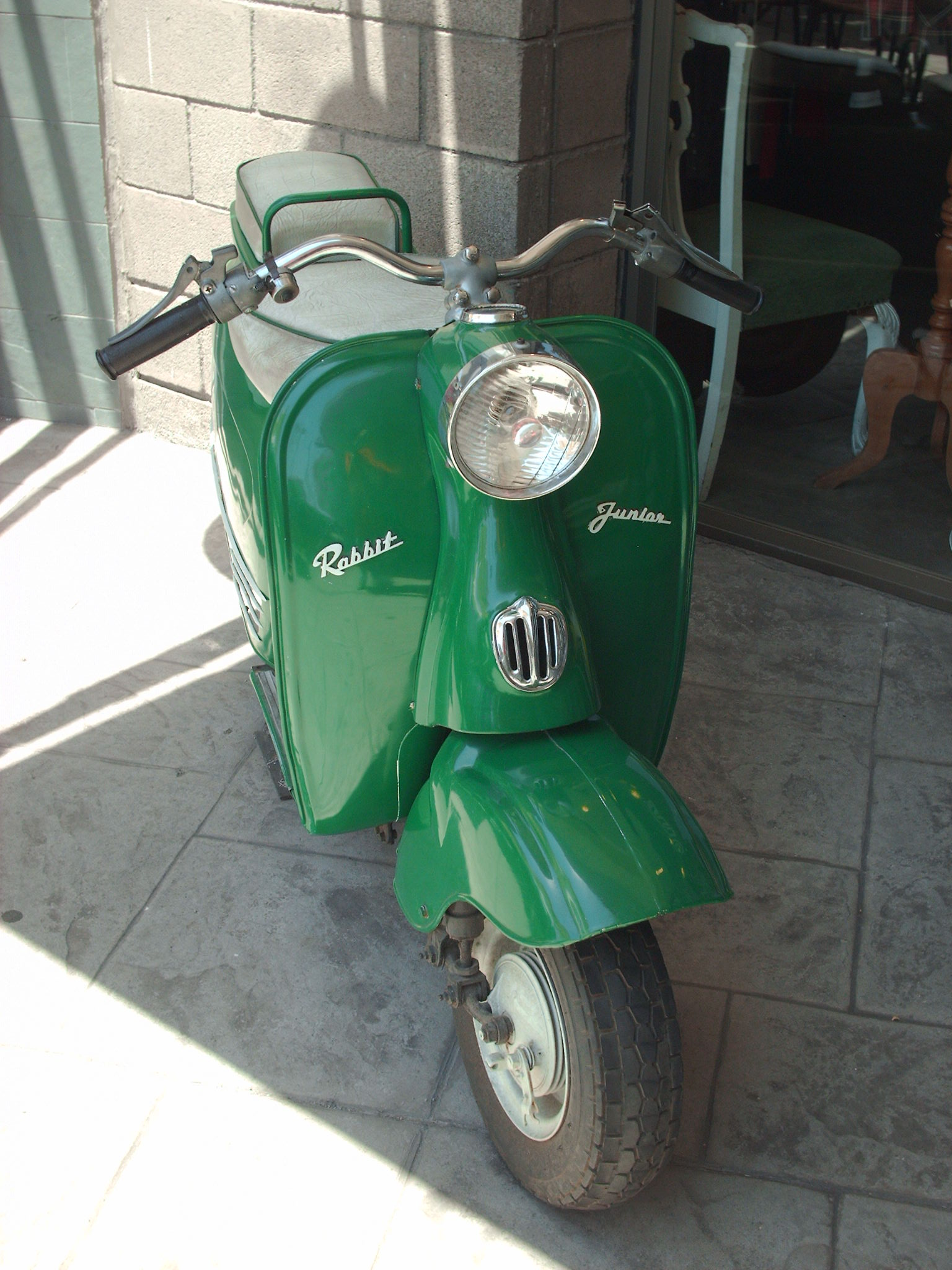
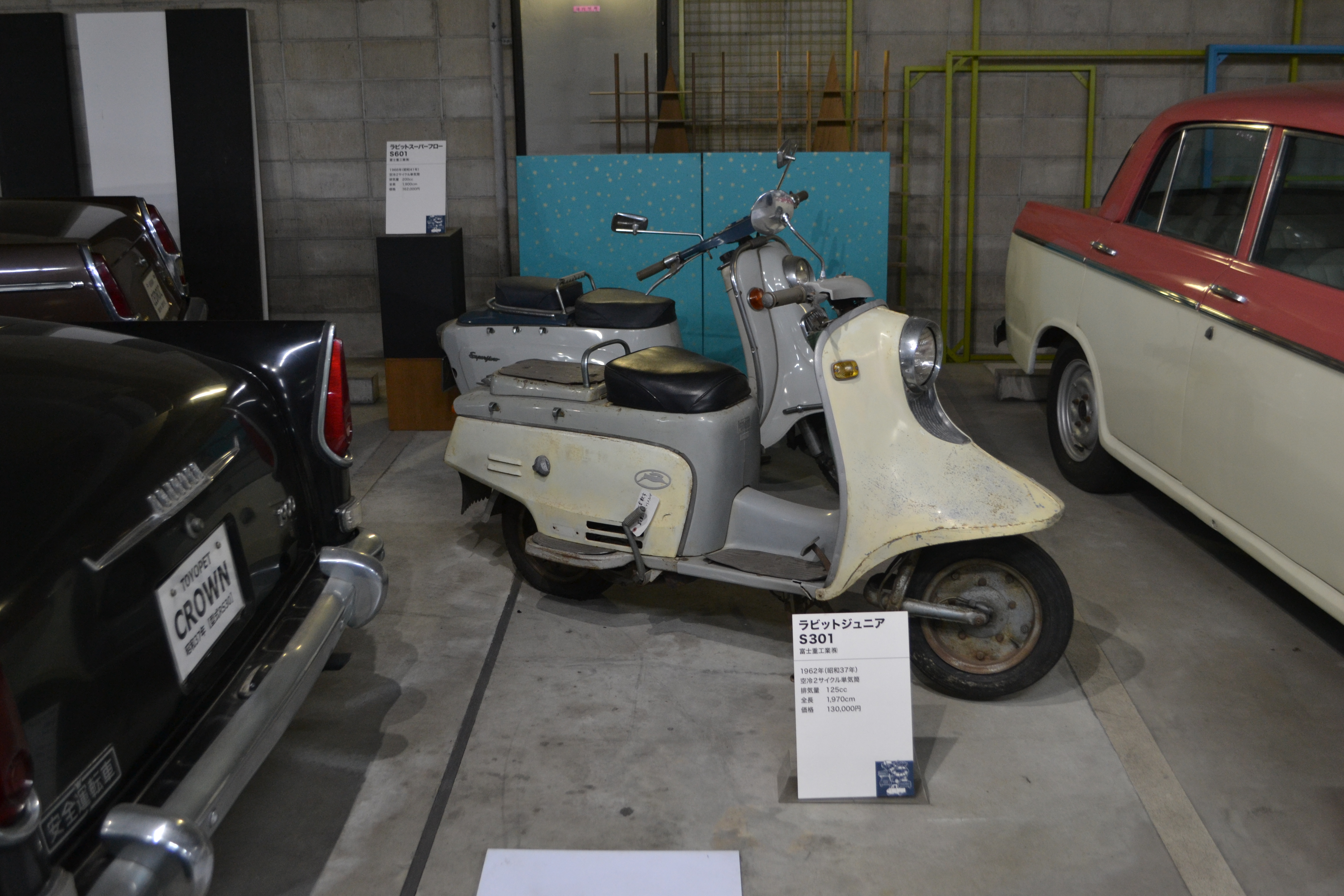
S-301A型
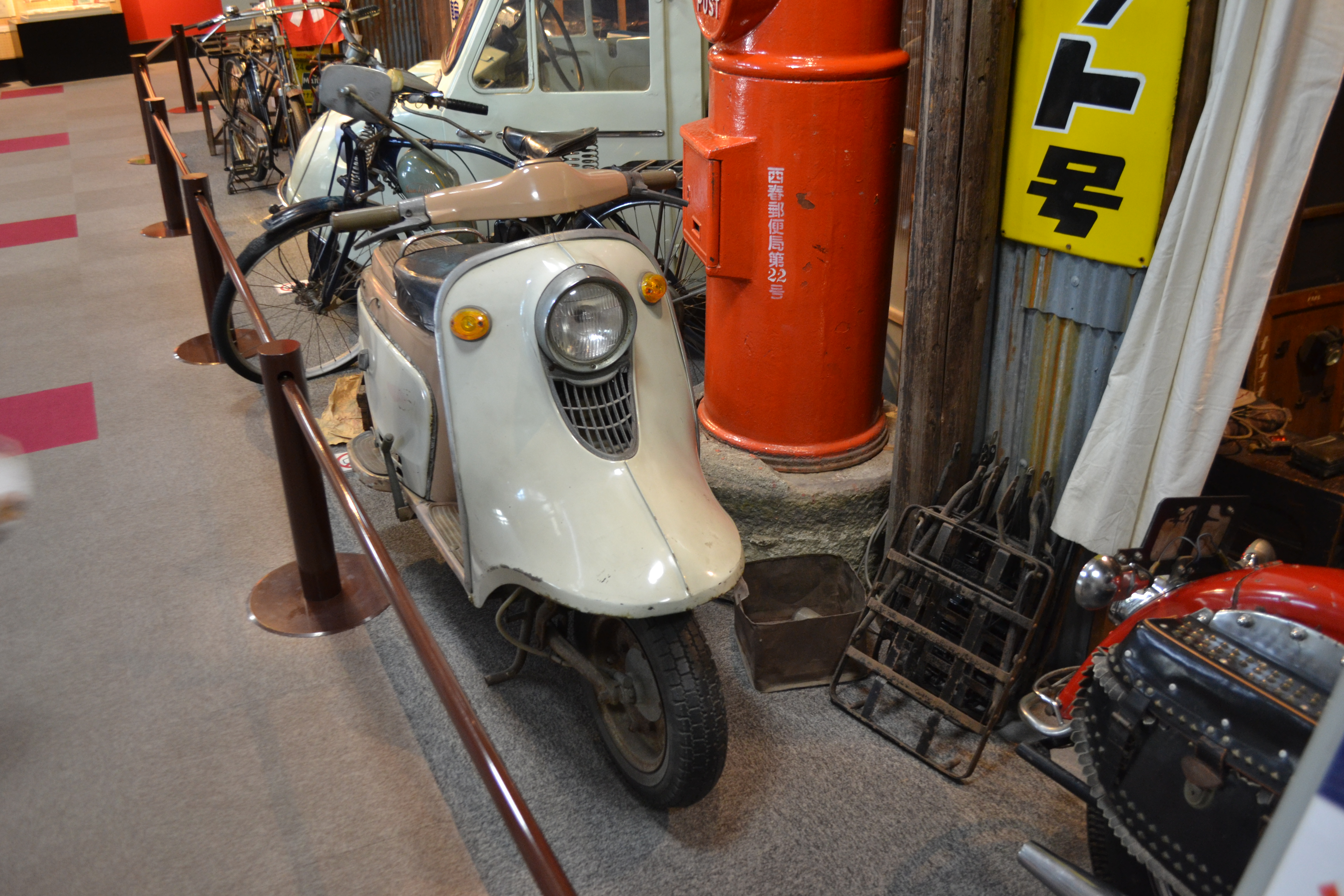
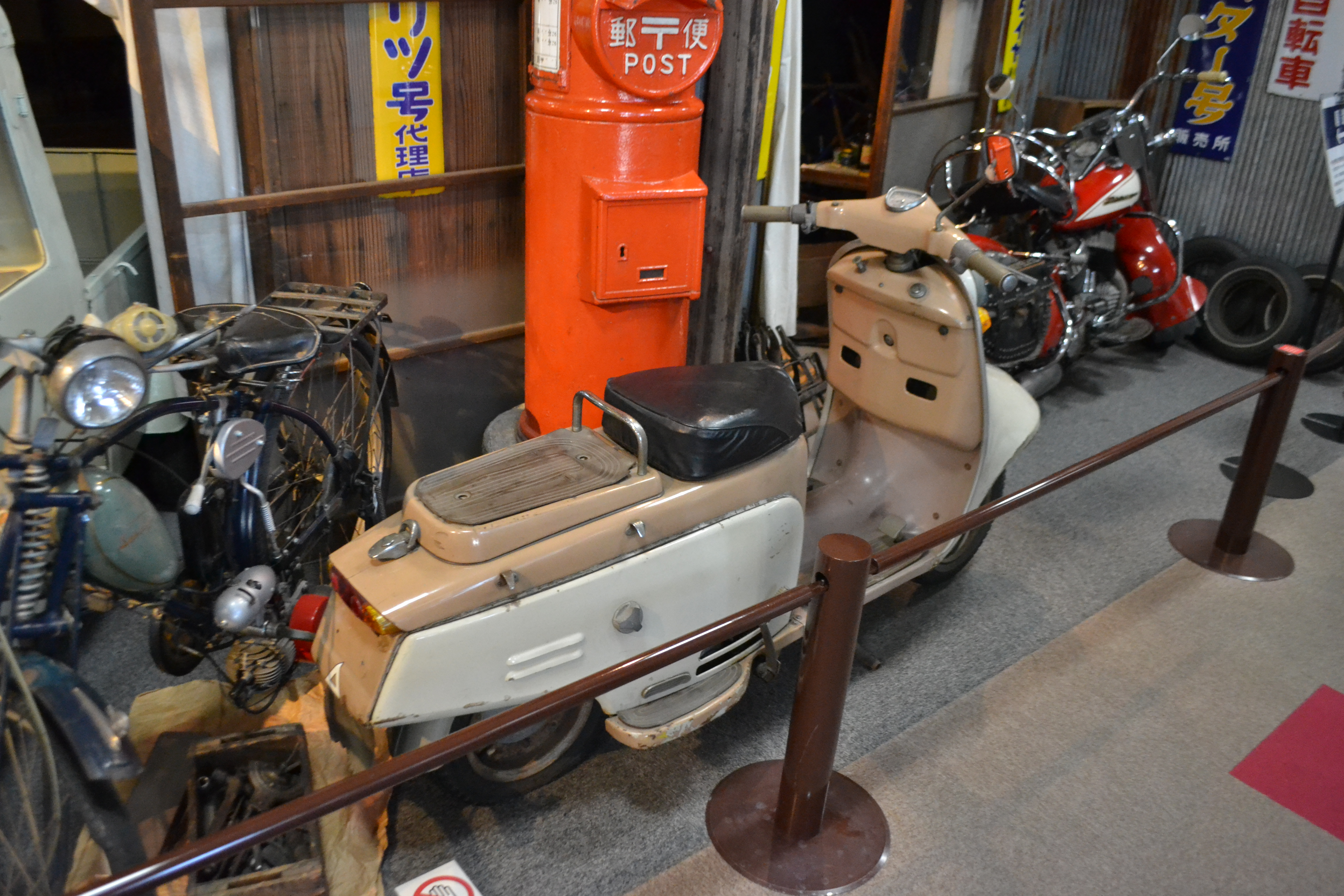
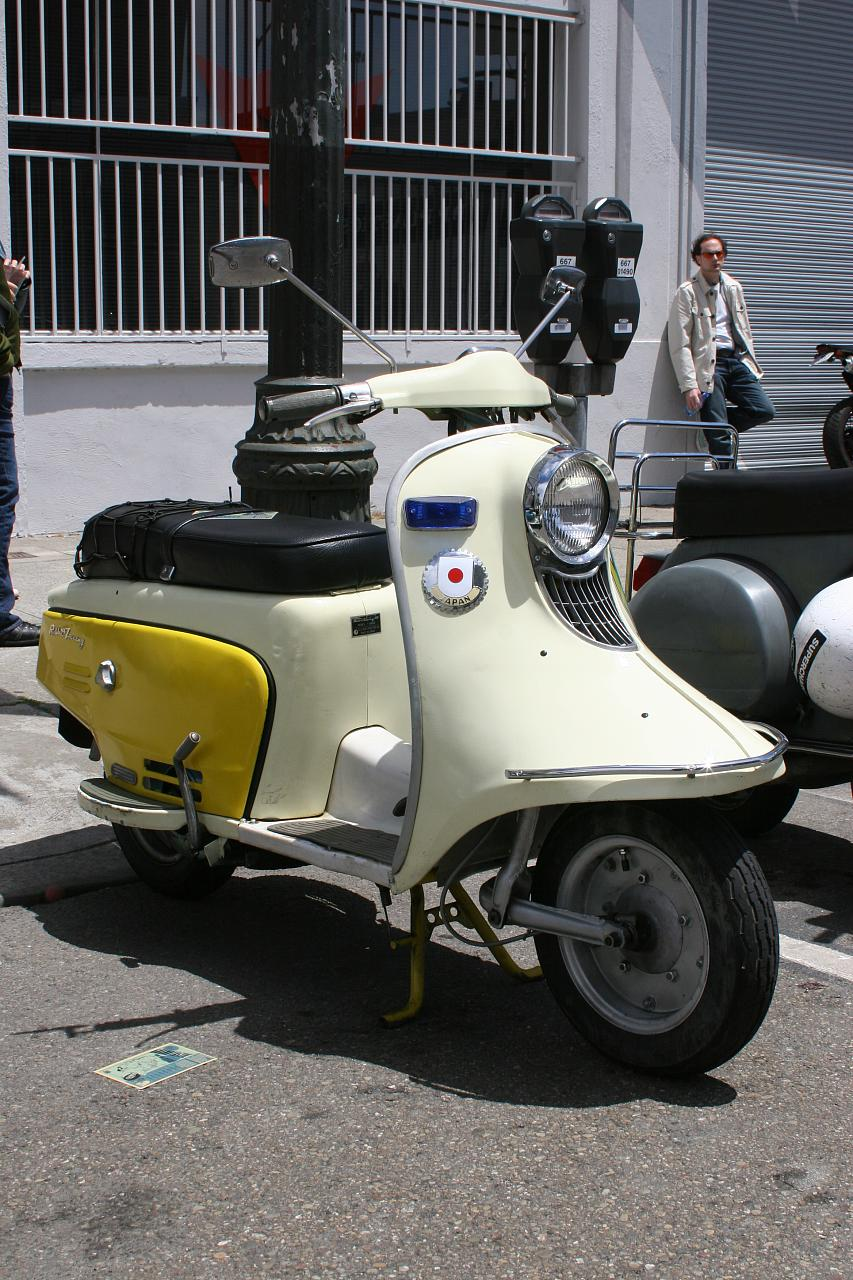

## 外銷
1957年位於美國舊金山的兔子汽車銷售公司（英語：Rabbit Motor Sales）開始進口到該市場，然而全美最大的授權代理商應為聖地牙哥的美國兔子公司（英語：American Rabbit Corporation）。少量的兔子速克達曾透過另一美國代理商馬爾科姆·布里克林（Malcolm Bricklin）銷往加拿大，一開始布里克林的摩托車業務是在因諾琴蒂公司銷售蘭美達機車，因諾琴蒂公司歇業後，他便改賣兔子速克達。不過1968年停產後，布里克林曾飛往日本試圖說服富士重工業繼續生產，但後者則建議他改賣新開發的速霸陸360。

## 外部連結
- ラビットスクーターのウェブサイト （页面存档备份，存于）
- fujirabbit.com (英語) （页面存档备份，存于）
- 輸送機工業株式会社 （页面存档备份，存于） - 過去に生産。